# 阿斯特拉罕王朝
阿斯特拉罕王朝,由1599-1785,由阿斯特拉罕汗國的札尼家族統治布哈拉汗國。
1554年，俄羅斯合併阿斯特拉罕汗國後，布一名王子名為雅爾穆罕默德帶他的兒子札尼前往布哈拉伊斯坎德爾汗處避難，布哈拉汗嫁女兒給他。1599年，昔班家族絕嗣。汗位轉手札尼家族。其間浩罕在1700年代獨立。
1740年，波斯納迪爾沙阿入侵布哈拉。強制他承認阿姆河是兩國疆界。在札尼王朝時代，北方曼吉特部影響愈來愈大，後來宮廷侍長穆拉德沙與末代可汗女兒結婚。因為札尼家族無嗣，汗國轉手諾蓋人中的曼吉特人。

## 資料來源
草原帝國